# Giorgia Pelacchi
Giorgia Pelacchi (* 6. April 1998 in Lecco) ist eine italienische Ruderin.

## Karriere
Giorgia Pelacchi begann 2010 mit dem Rudersport. 2016 gab sie ihr internationales Debüt und gewann im Doppelvierer bei den Junioren-Europameisterschaften die Bronzemedaille hinter den Booten aus Deutschland und Rumänien. Zur Junioren-Weltmeisterschaft in Rotterdam wechselte sie in den Achter. Auch hier gelang es ihr die Bronzemedaille zu gewinnen, dieses Mal hinter den Tschechinnen und den Deutschen.
2017 belegte sie mit Ludovica Serafini den vierten Platz bei den Europameisterschaften im Zweier ohne Steuerfrau. Bei den U23-Weltmeisterschaften ging sie mit Carmela Pappalardo, Aisha Rocek und Ludovica Serafini im Vierer ohne Steuerfrau an den Start. Gemeinsam belegten sie im Finale den fünften Platz. Anschließend starteten die vier im September auch noch bei der Weltmeisterschaft in Sarasota-Bradenton. Hier verpassten sie die Qualifikation für das A-Finale und belegten mit dem zweiten Platz im B-Finale am Ende den achten Platz. Ein Jahr später ging sie beim zweiten Weltcup der Saison 2018 in Linz/Ottensheim an den Start. Zusammen mit Stefania Gobbi, Benedetta Faravelli und Aisha Rocek wurde sie Sechste im Vierer ohne. Bei den U23-Weltmeisterschaften startete sie mit Aisha Rocek im Zweier ohne. Mit dem vierten Platz im Halbfinale verpassten sie die Qualifikation für das A-Finale. Das B-Finale konnten sie gewinnen und schlossen den Wettbewerb damit auf dem siebten Platz ab. Für die Europameisterschaften stiegen die beiden wieder in den Vierer ohne, dieses Mal zusammen mit Veronica Calabrese und Ilaria Broggini. Sie fuhren als Zweite im B-Finale über die Ziellinie und belegten so den achten Platz. In derselben Kombination wurden sie Vierte im B-Finale der Weltmeisterschaften, die sie so auf Platz 10 beendeten.
Zu Beginn der Saison 2019 startete sie mit einer neuen Crew im Vierer ohne bei den Europameisterschaften. Zusammen mit Laura Meriano, Alessandra Patelli und Sara Bertolasi belegte sie den dritten Platz im B-Finale, was am Ende Platz neun bedeutete. Zwei Wochen später startete sie beim zweiten Weltcup der Saison in Posen ebenfalls im Vierer ohne. Gemeinsam mit Ludovica Serafini, Benedetta Faravelli und Laura Meriano belegte sie den dritten Platz im C-Finale, was in der Endabrechnung Platz 15 bedeutete.
Zum Abschluss der Saison startete sie bei den U23-Weltmeisterschaften gemeinsam mit Claudia Destefani, Benedetta Faravelli, Laura Meriano und Diletta Diverio im Vierer mit Steuerfrau. Es gelang den fünf Italienerinnen vor den Booten aus Frankreich und Australien den Titel zu gewinnen.
Nachdem 2020 der Großteil der Saison abgesagt wurde, startete sie im September bei den U23-Europameisterschaften mit Khadija Alajdi El Idrissi, Benedetta Faravelli und Veronica Bumbaca im Vierer ohne. Die vier gewannen die Silbermedaille hinter dem Boot aus Rumänien und vor den Niederländerinnen. Im Oktober durfte sie als Ersatzfrau zu den Europameisterschaften mitfahren, blieb aber ohne Einsatz. 2021 trat sie nur noch in der Erwachsenenklasse an und ruderte im italienischen Achter, der bei den Europameisterschaften den sechsten Platz belegte. 2022 trat sie im Vierer ohne Steuerfrau und im Achter an, 2023 im Zweier ohne Steuerfrau und im Achter. Bei den Europameisterschaften in Bled gewann sie mit dem italienischen Achter die Bronzemedaille hinter den Rumäninnen und den Britinnen.

## Internationale Erfolge
- 2016: Bronzemedaille Junioren-Europameisterschaften im Doppelvierer
- 2016: Bronzemedaille Junioren-Weltmeisterschaften im Achter
- 2017: 4. Platz Europameisterschaften im Zweier ohne Steuerfrau
- 2017: 5. Platz U23-Weltmeisterschaften im Vierer ohne
- 2017: 8. Platz Weltmeisterschaften im Vierer ohne
- 2018: 7. Platz U23-Weltmeisterschaften im Zweier ohne
- 2018: 8. Platz Europameisterschaften im Vierer ohne
- 2018: 10. Platz Weltmeisterschaften im Vierer ohne
- 2019: 9. Platz Europameisterschaften im Vierer ohne
- 2019: Goldmedaille U23-Weltmeisterschaften im Vierer mit Steuerfrau
- 2020: Silbermedaille U23-Europameisterschaften im Vierer ohne
- 2021: 6. Platz Europameisterschaften im Achter
- 2022: 8. Platz Europameisterschaften im Vierer ohne
- 2022: 4. Platz Europameisterschaften im Achter
- 2022: 9. Platz Weltmeisterschaften im Vierer ohne
- 2023: 9. Platz Europameisterschaften im Zweier ohne
- 2023: Bronzemedaille Europameisterschaften im Achter
- 2023: 6. Platz Weltmeisterschaften im Achter
- 2024: Bronzemedaille Europameisterschaften im Achter
- 2024: 6. Platz Olympische Spiele im Achter